# Peter Wehle
Peter Wehle (* 9. Mai 1914 in Wien; † 18. Mai 1986 ebenda) war ein österreichischer Komponist, Autor und Kabarettist, der auch für Film, Rundfunk, Fernsehen und für Schallplattenaufnahmen tätig war.

## Leben

### Studium und Kriegsdienst
Peter Wehle besuchte das Wiener Schottengymnasium, das seinen Worten zufolge Franz Grillparzer, Johann Nestroy, Johann Strauss und Kaiser Karl als prominente Schüler verzeichnete. Er sollte die väterliche Rechtsanwaltskanzlei übernehmen und studierte deshalb an der Universität Wien Jus. Das Studium, von einjährig-freiwilligem Militärdienst in der Breitenseer Kaserne unterbrochen, schloss er 1939 ab. Im März 1939 wurde er zum Dr. jur. promoviert.
Bereits während des Studiums war er als Barpianist tätig und schrieb auch Chansons für Kabaretts und Revuebühnen. Er legte an einem Wiener Konservatorium auch die Kapellmeisterprüfung ab. Damals lernte er Gert Fröbe und Curd Jürgens, beide Ensemblemitglieder des Deutschen Volkstheaters, kennen.
Im Zweiten Weltkrieg hatte Wehle von Jänner 1940 bis 1944 Militärdienst als Soldat zu leisten, vorerst in Frankreich. In Wien musste sein Vater, anonym angezeigt, seine Anwaltskanzlei binnen 24 Stunden verlassen, da Großvater Wehle, 1888 verstorben, getaufter Jude war. Die Anzeige traf auch beim Divisionskommando des katholischen Peter Wehle ein. Sein Batteriechef, Hauptmann Obermayer (richtig: Hubert Obermair), erläuterte ihm, dass er abrüsten oder degradiert werden müsste. Denn als „Vierteljude“ dürfe er nicht Vorgesetzter von „Ariern“ sein. Der Plan, ihn auf die Offiziersschule zu schicken, sei jedenfalls hinfällig. Obermair, später unter den ersten Offizieren des österreichischen Bundesheers der Zweiten Republik, hat es jedoch Wehle zufolge auf sich genommen, die Anzeige zu ignorieren und ihn als Unteroffizier weiter dienen zu lassen.
Später war seine Einheit an der Ostfront eingesetzt. Auf Grund seines Sprachtalents konnte er sich in Frankreich, Russland und in der Ukraine mit Einheimischen verständigen und wurde oft zu Dolmetschdiensten herangezogen. Kurz vor der deutschen Niederlage in der Schlacht von Stalingrad wurde Wehle im Herbst 1942 auf Initiative einer Wiener Brieffreundin zu einer Dolmetschkompanie nach Wien versetzt, wo er Serbisch lernte.
In Wien freundete er sich mit Gunther Placheta an, den er bei einem bunten Abend in einem Reservelazarett kennenlernte, und lernte 1943 Neugriechisch, da ihm ein Freund die Versetzung nach Griechenland organisieren wollte, und wurde im April 1943 auch tatsächlich nach Saloniki versetzt. Dort wurde er als Klavierspieler und Chansonnier im Soldatensender tätig, anschließend beim Soldatensender Belgrad, wo er Theo Mackeben und Evelyn Künneke begegnete und als Soldat seine Kenntnisse in Italienisch und Serbisch einzusetzen hatte.
Wehle wurde 1944 nach Wien versetzt, womit die Betreiber dieser Versetzung beabsichtigten, nach Kriegsende ihre Einstellung gegen das NS-Regime nachweisen zu können. In den letzten Kriegstagen flüchtete er nach Tirol und wurde nach einem Intermezzo als rechtskundiger Sekretär des Politikers Ludwig Draxler in Innsbruck am Theater in Salzburg tätig. Nach dem Krieg begann seine Karriere als Komponist und Kabarettist in Salzburg, Wien und München.

### Die kleinen Vier
Mit Gunther Philipp (später durch Rolf Olsen ersetzt), Fred Kraus und mit der ehemaligen Staatsopernballerina Eva Leiter gründete er 1948 das Kabarettensemble Die kleinen Vier. Als Leiter heiratete, trat Hilde Berndt an ihre Stelle, „die bis zur letzten Vorstellung dem Ensemble die Treue hielt“. 1949 vermittelte Franz Antel den kleinen Vier die Mitwirkung an einer großen öffentlichen Sendung des Bayerischen Rundfunks, die weitere Engagements des Ensembles in ganz Westdeutschland und in der Schweiz nach sich zog. Auf der Tournee lernte er Vico Torriani und Caterina Valente, beide damals am Anfang ihrer Showkarriere, kennen. Wehles Erinnerungen zufolge hat sich das Ensemble „nie offiziell aufgelöst“, war jedoch in den 1950er Jahren auf Grund anderer Verpflichtungen der Mitglieder „immer schwerer zusammenzuholen“. Um 1970 kam es aber in München noch einmal zu einem Nostalgieauftritt in Originalbesetzung.

### Theater in Wien
In Wien spielte Wehle 1948 im Theater in der Josefstadt in William Saroyans Stück Time of our life mit Maria Andergast, Lotte Lang, Attila Hörbiger, Leopold Rudolf und Paul Hubschmid unter der Regie von Rudolf Steinboeck einen „halb verhungerten Neger“; wie er waren Kurt Sowinetz und Ernst Stankovski als Anfänger auf der Bühne.

### Zusammenarbeit mit Gerhard Bronner
1948 lernte er Gerhard Bronner kennen, mit dem ihn eine lebenslange Freundschaft verband. Bronner schrieb 1992, Wehle habe „ein unwahrscheinliches Talent“ gehabt, „neben den Dingen zu leben“, und schrieb ihm „einen Adlerblick für das Unwesentliche“ zu. 2002 sagte Bronner in einem Interview: „Der Wehle war ein katholischer Monarchist.“ Gemeinsam verfassten Bronner und Wehle im Laufe der Jahre über 1000 Texte und Melodien.
Beide waren in den 1950er Jahren auch Mitglieder der als Namenloses Ensemble bekannten Kabarettgruppe, zu der auch Michael Kehlmann, Helmut Qualtinger, Georg Kreisler, Louise Martini, Carl Merz und weitere wechselnde Partner gehörten. Bronner und Wehle riefen 1978 die sonntägliche satirische Rundfunksendung Der Guglhupf ins Leben, die bis 2009, mit Lore Krainer und Herbert Prikopa, wöchentlich gesendet wurde.

### Komponist, Texter

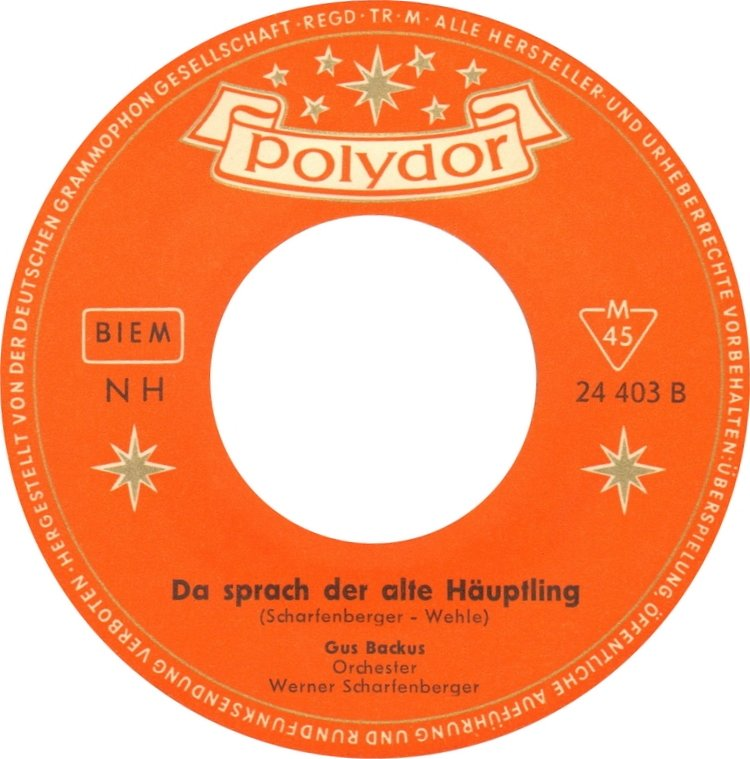
Label zu Da sprach der alte Häuptling (Gus Backus).

Darüber hinaus war Peter Wehle als Komponist unter anderem für Marika Rökk, Johannes Heesters, Paul Hörbiger, Willi Forst, Eddie Constantine, Peter Cornelius, Peter Alexander und Marianne Mendt tätig.
Er schrieb auch den Text des sehr erfolgreichen Schlagers Da sprach der alte Häuptling (Musik: Werner Scharfenberger) interpretiert von Gus Backus.
Wehle war Träger des Nestroy-Ringes der Stadt Wien und erhielt das Goldene Ehrenzeichen für Verdienste um das Land Wien.

### Germanist
Im 1974 promovierte Wehle erneut, und zwar in Germanistik und er wurde Doktor der Philosophie (Dr. phil.) Aus seiner Dissertation entstand zuerst das Buch Die Wiener Gaunersprache und dann Sprechen Sie Wienerisch?, ein etymologisches Wörterbuch des Wiener Dialekts. Später verfasste er weitere sprachwissenschaftliche Bücher.

## Nachleben
Peter Wehle ruht in einem ehrenhalber gewidmeten Grab auf dem Wiener Zentralfriedhof (Gruppe 40, Nummer 128).
Peter Wehle ist ein Stern im Walk of Fame des Kabaretts gewidmet. Im Jahr 2014 wurde in Wien-Landstraße (3. Bezirk) der Wehleweg nach ihm benannt.
Peter Wehle war in zweiter Ehe verheiratet mit der zum Dr. phil. promovierten Eva Wehle, geborene Morawetz. Sein 1967 geborener Sohn Peter Johannes wurde ebenfalls Kabarettist, Musiker und Schriftsteller.

## Werke

### Musikalische Komödien
- 1947: Das singende Haus
- 1947: Klimbim (mit Karl Farkas)
- 1953: Das heiße Eisen (mit Gerhard Bronner und Fritz Eckhardt)
- 1957: Ich und der Teufel (mit Gerhard Bronner)
- 1963: Die unruhige Kugel (mit Gerhard Bronner)

### Bücher
- 1977: Die Wiener Gaunersprache
- 1980: Sprechen Sie Wienerisch? Von Adaxl bis Zwutschkerl
- 1982: Sprechen Sie ausländisch? Von Amor bis Zores
- 1983: Der lachende Zweite. Wehle über Wehle (Autobiografie)
- 1986: Singen Sie Wienerisch? Eine satirische Liebeserklärung an das Wienerlied

### Tonträger
- 1957: Vienna Midnight Cabaret I, EP – Amadeo
- 1957: Vienna Midnight Cabaret IV, EP – Amadeo
- 1957: Vienna Midnight Cabaret mit Peter Wehle, 10"LP – Amadeo
- 1958: Vienna Midnight Cabaret mit Peter Wehle II, 10"LP – Amadeo
- 1959: Wähle den Wehle, EP – Preiser Records „Kabarett aus Wien“
- 1960: Der Chansonbau zu Babel, Single – Preiser Records „Kabarett aus Wien“
- 1962: "Doktor" schützt vor Blödheit nicht mit Gunther Philipp, Single – Favorit
- 1962: Wehle (,) deine Lieder, EP – Preiser Records „Kabarett aus Wien“
- 1962: Die Unruhige Kugel mit Gerhard Bronner, 2LP – Preiser Records
- 1963: Porträt eines Kabarettisten, LP – Preiser Records „Kabarett aus Wien“
- 1965: Servus Rudi, Servus Bobbi mit Gunther Philipp, LP – Preiser Records
- 1975: Der Teufel Schläft Nicht, LP – Preiser Records
- 1999: Das Wohltemperierte Chanson, Split-CD mit Louise Martini – Preiser Records
- 1999: Spätlese mit Gerhard Bronner, CD – Preiser Records